# Lars Saabye Christensen
Lars Saabye Christensen (født 21. september 1953 i Oslo) er en dansk/norsk forfatter.
Han fik i 2002 Nordisk Råds litteraturpris for romanen "Halvbroderen", der regnes for hans hovedværk.

## Liv og virke

### Baggrund og uddannelse
Saabye Christensen voksede op i Oslo-bydelen Skillebekk, men boede mange år i Sortland i Nordnorge. Begge disse steder er nært knyttet til hans forfatterskab, og optræder i de fleste af hans værker. Han bor i dag på Blindern.
Saabye Christensen studerede litteraturvidenskab, norsk, kunsthistorie og idehistorie ved Universitetet i Oslo.

### Forfatterskab
Hans officielle debut var digtsamlingen Historien om Gly fra 1976, der indbragte ham Tarjei Vesaas debutantpris. Hans første bog var imidlertid digtsamlingen Grønt lys, en stencilsamling med digte, som han solgte på gaden.
Saabye Christensen har skrevet en række digte og skuespil, samt flere filmmanuskripter, men har udmærket sig først og fremmest som novellist og romanforfatter. Hans første roman udkom året efter debuten, og hed Amatøren. Gennembruddet kom imidlertid først i 1984 med romanen Beatles som indbragte ham Cappelenprisen og international anerkendelse. Fire år senere fulgte romanen Herman.
I 2001 udkom Halvbroderen for hvilken han modtog Brageprisen og Nordisk råds litteraturpris. Halvbroderen er solgt i over 200.000 eksemplarer og udkommet i 22 lande.
Som forlagskonsulent og i en årrække redaktør for Cappelens debutantantologi Signaler, har Saabye Christensen været en vigtig og kyndig hjælper for nye litterære talenter.
Lars Saabye Christensen er medlem af Det Norske Akademi for Sprog og Litteratur.
I 2006 blev han udnævnt til kommandør af St. Olavs Orden og i 2008 udnævntes han til ridder af den franske Ordre des Arts et des Lettres.
Siden 1993 har han optrådt med bandet Norsk Utflukt, hvor han læser sine egne digte op. Bandet har udgivet fire album: Med lyset på (1993), Diger og gul (1997), Det blå arret (2002) og Tida som går (2004).

## Tilknytning til Danmark
Han er søn af den danske arkitekt Mogens Hjort Christensen (1919–2010) og norske Grethe Saabye (1923–2009), og er dansk statsborger.
Saabye Christensen udgav i 2010 digtsamlingen "Mit danske album" om sine danske aner, hvori han bl.a. omtaler danske sportspersonligheder som skøjteløberen Kurt Stille og fægteren Ivan Osiier.

### Værker oversat til dansk
| Dansk titel                             | Genre            | Oversætter           | År   | Originaltitel                        | År   | Forlag         | ISBN                   |
| --------------------------------------- | ---------------- | -------------------- | ---- | ------------------------------------ | ---- | -------------- | ---------------------- |
| Beatles (1. bind af Beatles)            | roman            | Alf Andersen         | 1986 | Beatles                              | 1984 | Klim           | ISBN 87-88727-66-1     |
| Columbus' ankomst                       | skuespil         | Jan Middelboe Outzen | 1986 | Columbus ankomst                     | 1986 | Danmarks Radio |                        |
| Herman                                  | roman            | Alf Andersen         | 2006 | Herman                               | 1988 | Athene         | ISBN 978-87-11-17134-9 |
| Bly (2. del af Beatles)                 | roman            | Alf Andersen         | 1991 | Bly                                  | 1990 | Klim           | ISBN 87-7724-200-9     |
| Drengen der ville være med på holdet    | roman            | Alf Andersen         | 2007 | Gutten som ville være en av gutta    | 1992 | Athene         | ISBN 978-87-11-31572-9 |
| Ingens                                  | noveller         | Alf Andersen         | 1994 | Ingens                               | 1992 | Klim           | ISBN 87-7724-388-9     |
| Jubel                                   | roman            | Alf Andersen         | 1996 | Jubel                                | 1995 | Klim           | ISBN 87-7724-618-7     |
| Den misundelige frisør                  | noveller         | Alf Andersen         | 2000 | Den misunnelige frisøren             | 1997 | Klim           | ISBN 87-7724-810-4     |
| Kongen som ville have mere end en krone | eventyr for børn | Franz Berliner       | 2000 | Kongen som ville ha mer enn en krone | 1999 | Wilhelm Hansen | ISBN 87-598-1023-8     |
| Halvbroderen                            | roman            | Ida Jessen           | 2002 | Halvbroren                           | 2001 | Athene         | ISBN 87-11-17040-9     |
| Maskeblomstfamilien                     | roman            | Ida Jessen           | 2004 | Maskeblomstfamilien                  | 2003 | Athene         | ISBN 87-11-17079-4     |
| Oscar Wildes elevator                   | noveller         | Ida Jessen           | 2005 | Oscar Wildes heis                    | 2004 | Athene         | ISBN 87-11-17097-2     |
| Modellen                                | roman            | Ida Jessen           | 2006 | Modellen                             | 2005 | Athene         | ISBN 978-87-11-17116-5 |
| Saabyes cirkus                          | erindringer      | Karsten Sand Iversen | 2007 | Saabyes cirkus                       | 2006 | Athene         | ISBN 978-87-11-31068-7 |
| Bisættelsen (3. del af Beatles)         | roman            | Ellen Boen           | 2008 | Bisettelsen                          | 2008 | Athene         | ISBN 978-87-11-31781-5 |
| Åbent hus                               | roman            | Ellen Boen           | 2009 | Visning                              | 2009 | C&K            | ISBN 978-87-92523-04-4 |
| Bernhard Hvals fortalelser              | roman            | Ellen Boen           | 2011 | Bernhard Hvals forsnakkelser         | 2010 | C&K            | ISBN 978-87-92523-15-0 |
| Mit danske album                        | erindringer      | Charlotte Jørgensen  | 2010 | Mit danske album                     | 2010 | C&K            | ISBN 978-87-92523-25-9 |
| Blink                                   | roman            | Ellen Boen           | 2013 | Sluk                                 | 2012 | C&K            | ISBN 978-87-92523-99-0 |
| Magnet                                  | roman            | Ellen Boen           | 2016 | Magnet                               | 2015 | C&K            | ISBN 978-87-92884-46-6 |

## Hørespil
- Columbus' ankomst (produceret 1982, genudsendt 1983)
- Kvitt eller dobbelt (producereet 1984, genudsendt 1984, 1985 og 1986)
- Jokeren (fem deler) (produceret 1987, genudsendt 1987, 1993 og 1995)
- Til pengene tar slutt, Al (produceret 1988, genudsendt 1988)
- Lyset på yttersida (2001)

## Diskografi
- Skrapjern og silke (1999), med Ole Henrik Giørtz, Anne Marie Almedal, Kristin Kajander, Elin Rosseland og Anne-Marie Giørtz
- Utvalgte noveller (2005), med Liza Marklund og Levi Henriksen
- Det kromatiske minnet (2015), med Ole Henrik Giørtz

### Norsk Utflukt
Album
- Med lyset på (1993)
- Diger og gul (1997)
- Det blå arret (2002)
- Tida som går (2004)
- Long Distance Call (2013)

Singler
- Diger og gul (1997)
- Spettet står i jorda (1997)